# Herodium

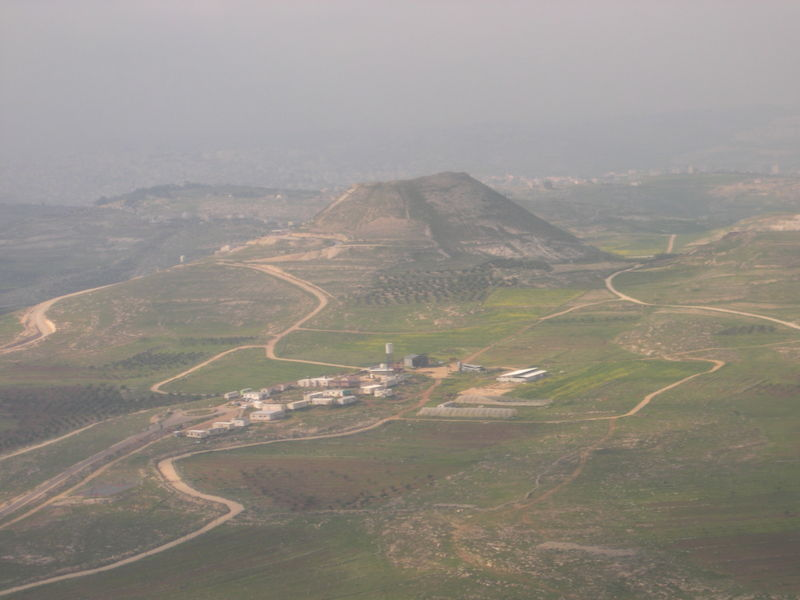
Pohled na Herodium z jihu

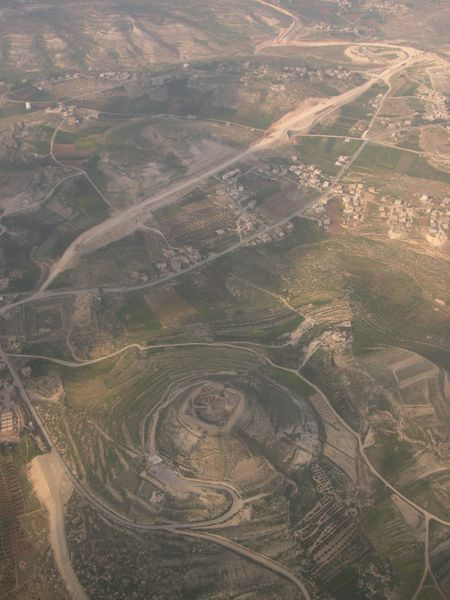
Pohled na Herodium (ve spodní části obrázku) a Dolní Herodium

Herodium, někdy také Herodion (hebrejsky הרודיון), či Hora Herodova (hebrejsky הר הורדוס‎) je archeologickou lokalitou v Judské poušti asi 12 kilometrů jižně od Jeruzaléma. V lokalitě se nachází pevnost vybudovaná na uměle navršeném kopci, kterou nechal zbudovat král Herodes Veliký (74–4 př. n. l.) a pod kterou se nachází zbytky města Dolní Herodium.

## Stavba Herodia
Palác byl vystavěn jako pevnost králem Herodem mezi lety 22 a 15 př. n. l. na místě, kde Herodes porazil hrstku protiřímských povstalců. Kopcovitou formu pevnost dostala navršením obrovského množství zeminy z okolí. Uvnitř valu se nachází zdvojené hradby, které dosahují výšky 20 metrů. Uvnitř hradeb pak nechal Herodes vybudovat velkolepý palác s četnými pokoji, halou a lázněmi.
V oblasti severně od Herodia velké asi 150 km² byla vybudována převážná část paláce jako malé město, které se nazývalo Dolní Herodium, a dnes se v něm nachází zbytky vodních nádrží a mnohých budov. Dolní Herodium se střídavě rozvíjelo až do byzantského období a pak bylo opuštěno.
Starověký židovský historik Flavius Iosephus ve svém díle Válka židovská píše:
| „                                             | Když zvěčnil své příbuzné a přátele, nezapomněl ani na sebe. Vystavěl hrad v horách proti Arábii a nazval jej po sobě Héródeion. Uměle nasypaný kuželovitý pahorek, vzdálený šedesát stadií od Jeruzaléma, nazval stejným jménem a vyzdobil jej velice nádherně. Obklopil výšinu kulatými věžemi a nádvoří vyplnil nejnádhernějšími paláci. Nejen vnitřek budov byl skvělý. I vnější stěny, římsy a střechy byly přeplněny nesmírným bohatstvím. Ohromným nákladem přivedl zdálky množství vody a přístup rozdělil dvěma sty schodů z nejbělejšího mramoru. Pahorek byl totiž značně vysoký a zcela vytvořen lidskou rukou. Na úpatí zřídil také další královský palác, který mohl poskytnout přístřeší jeho zavazadlům a jeho družině, takže se hrad zdál městem, protože v něm bylo všechno, svým určením však byl královským sídlem. | “ |
| — Flavius Iosephus, Válka židovská I, 419-421 | |   |

K přívodu životně důležité vody z Šalomounových nádrží sloužil akvadukt. Dnes se nachází v těchto místech jen několik pramenů. V okolí pevnosti bylo vybudováno také množství nechráněných cisteren na shromažďování dešťové vody, ze kterých čerpali zejména obyvatelé Dolního Herodia.

## Proměny Herodia
Herodium sloužilo Herodovi zřejmě jako letní sídlo a jako útočiště před ruchem, který vládl v Jeruzalémě v čase poutních svátků. Zde byl nakonec Herodes také pohřben. Během bojů mezi Herodovými příbuznými se pevnost stala na více než 60 let sídlem římských správců v Judeji, dokud nevypukla první židovská válka a pevnost roku 66 nepadla do rukou židovských povstalců. Povstalci se v Herodiu opevnili proti římskému vojsku a vybudovali zde synagogu a mikve. Po několika letech však vzbouřenci pevnost bez boje předali Římanům.
Římané, v jejichž očích důležitost Judeje po potlačení židovského povstání klesla, pevnost opustili a ta zůstala opuštěná, dokud nebyla zabrána zelóty, kteří uvnitř vybudovali skrytý podzemní systém a připravili si pevnost pro chystané druhé židovské povstání. Po potlačení tohoto povstání bylo místo roku 135 opět opuštěno.
V 5. století začali byzantští mniši postupně obývat sever Dolního Herodia a pokoje zdejšího paláce přeměnili v kostely. Při vykopávkách byly objeveny celkem čtyři kostely, jejichž podlahy byly vyzdobeny mozaikami. S islámskou expanzí v 7. století však bylo místo opět opuštěno.
Dnes stojí na severu původního Dolního Herodia palestinská vesnice.

## Archeologický výzkum
V průběhu 18. a 19. století probíhal výzkum obnažených památek v této oblasti. V letech 1962–1967 byly provedeny první archeologické vykopávky, při kterých byla odkryta většina známých nálezů v samotné pevnosti. Po získání této oblasti Izraelem v šestidenní válce byla na toto místo vyslána další expedice, tentokrát z Hebrejské univerzity v Jeruzalémě pod vedením Ehuda Necera, která zahájila vykopávky v Dolním Herodiu roku 1972 a dosud pokračují. Jeden z nejvýznamnějších objevů této expedice byl učiněn roku 2007, kdy byl odkryt hrob, patřící zřejmě samotnému králi Herodovi.
Celá lokalita byla vyhlášena za národní park.